# Salcedo Fútbol Club
Salcedo Fútbol Club es un equipo de fútbol profesional con sede en Salcedo, provincia Hermanas Mirabal, República Dominicana. Fundado el 1 de noviembre de 1992, participa en la Liga Dominicana de Fútbol (LDF), la primera división del fútbol profesional del país.

## Historia
Salcedo Fútbol Club es un equipo de fútbol de la República Dominicana fundado el 1 de noviembre de 1992 en el municipio de Salcedo, provincia Hermanas Mirabal. Desde sus inicios, el club desarrolló actividades de formación futbolística, promoviendo la práctica del deporte entre niños y jóvenes del municipio. Esta labor contribuyó a que el fútbol adquiriera mayor presencia en la zona, similar a lo ocurrido en otras ciudades con tradición futbolística como Moca.
En sus primeras etapas, el club participó en torneos juveniles regionales, enfrentando a equipos de divisiones inferiores de otras instituciones del Cibao, como Moca, La Vega, Jarabacoa y otros conjuntos de la región norte del país.
En 2024, Salcedo FC participó en la Liga LDF Expansión, torneo de carácter nacional que agrupa a clubes fuera de la primera división. El equipo finalizó en quinto lugar de la Zona Norte, por detrás de A4 de Jarabacoa, Vega Real, Moca y Cibao FC, registrando seis victorias, siete derrotas y ningún empate.
En 2025, el club debutó profesionalmente en la Copa LDF 2025, enfrentando en su primer partido al Club Atlético Pantoja en el Estadio Domingo Polonia, recientemente renovado. El encuentro, disputado el 22 de febrero de 2025, finalizó con victoria de Pantoja por 2-1; el gol de Salcedo fue anotado por Brayan Bermúdez. En la segunda jornada del torneo, el equipo consiguió su primera victoria profesional como local al vencer 1-0 a Jarabacoa FC. Salcedo concluyó su participación en la copa en séptima posición, con un balance de cuatro victorias, tres empates y cuatro derrotas.

## Estadio
El club ejerce su localía en el Estadio Domingo Polonia de la ciudad de Salcedo, con una capacidad aproximada de 3,000 espectadores. El recinto fue renovado e inaugurado para competencias profesionales en 2025.

## Entrenadores
| Entrenador    | Período       |
| ------------- | ------------- |
| Arturo Berroa | 2025-presente |